# Franz Christoph Khevenhüller
Franz Christoph Khevenhüller, född 21 februari 1588, död 13 juni 1650, var en österrikisk diplomat och historiker.
Khevenhüller var kejserligt sändebud i Madrid, senare Ferdinand II:s minister och författare till Annales Ferdiandei (9 band, 1640-46, fullständig utgåva i 14 band 1721-26), en av huvudkällorna till denne kejsares historia.